# Logic1000
Samantha Poulter, également connue sous le nom de Logic1000 et anciennement DJ Logic, née le 10 mai 1986 à Sydney, est une musicienne australienne de musique électronique.

## Biographie
Samantha Poulter nait à Sydney dans la banlieue de Yarrawarrah. Elle cite des artistes tels que Loefah comme ses influences initiales. Ses premières incursions dans la musique se font en tant que batteuse dans le groupe de rock de sa sœur, mais elle se met rapidement à produire elle-même. En 2020, elle s'installe à Berlin.
Atteinte de schizophrénie, elle a fait part dans la presse de sa façon d'appréhender ce trouble et de sa mauvaise compréhension dans la société. Elle a notamment partagé un incident survenu en 2011 qui a failli la conduire en prison.
Elle a un enfant avec son partenaire de longue date Tom McAlister.

## Carrière
Logic1000 se lance initialement sous le pseudonyme DJ Logic, avant de faire l'objet d'une mise en demeure. Elle adopte ainsi son nom de scène actuel en 2019.
Après s'être lancée dans la musique électronique en 2017, elle sort son premier EP éponyme en 2018,. Elle se fait remarquer grâce à Four Tet qui joue sa musique dans son set à Coachella. Elle enchaine avec des remixes pour des artistes comme Caribou.
Dans une couverture pour Mixmag, elle décrit son processus créatif comme collaboratif, travaillant en grande partie avec son compagnon Thomas McAlister. Elle se décrit comme n'étant "pas une personne technique". Elle préfère plutôt travailler avec des synthétiseurs analogiques et enregistrer des idées brutes. Sa musique se caractérise par une mélodie euphorique,.
En décembre 2020, elle est désignée artiste EQUAL du mois sur Spotify.
En 2021, elle sort son EP You've Got The Whole Night To Go et participe à l'Essential Mix sur BBC Radio 1,,.